# 小行星3837
小行星3837（3837 Carr）是一颗绕太阳运转的小行星，为主小行星带小行星。该小行星于1981年5月6日发现。

## 轨道参数
小行星3837的轨道半长轴为2.4246214 UA，离心率为0.071。